# Symphyotrichum vahlii
Symphyotrichum vahlii là một loài thực vật có hoa trong họ Cúc. Loài này được (Gaudich.) G.L.Nesom miêu tả khoa học đầu tiên năm 1994.